# Dendrochilum pumilum
Dendrochilum pumilum är en orkidéart som beskrevs av Heinrich Gustav Reichenbach. Dendrochilum pumilum ingår i släktet Dendrochilum och familjen orkidéer.
Artens utbredningsområde är Filippinerna.

## Underarter
Arten delas in i följande underarter:
- D. p. pumilum
- D. p. recurvum